# زكارياس كاموينهو
زاكرياس كاموينهو (بالبرتغالية: Zacarias Kamwenho‏) (5 سبتمبر 1934) ناشط أنغولي كان له دور بارز في عملية السلام التي أنهت الحرب الأهلية الأنغولية في عام 2002 ولقد فاز بجائزة سخاروف لحرية الفكر عام 2001.